# Helsinge Fodbold
Helsinge Fodbold er en fodboldklub, der er beliggende ved Helsinge Hallerne i Helsinge. Klubben er grundlagt den 23. maj 1919. Det er klubbens vision at "være den ledende klub, både socialt og sportsligt omkring ungdomsarbejdet i Nordsjælland".

## Klubbens historie
Helsinge Fodbold blev etableret den 23. maj 1919 som selvstændig forening under navnet Helsinge Idrætsforening – HIF. Senere kom gymnastik, håndbold og badminton til som selvstændige Idrætsgrene. I 1945 blev de to store idrætsforeninger i Helsinge by, Helsinge Idrætsforening (HIF) og Helsinge Skytteforening, slået sammen og fik navnet Helsinge Skytte- og Idrætsforening (HSI). Hovedforeningen (HSI) består i dag af 19 afdelinger med mere end 4.500 medlemmer.
Helsinge Fodbold har siden 1990 udviklet sig fra at være ca. 250 medlemmer og med 6 seniorhold, til i dag hvor der er næsten 450 medlemmer med kun 2 seniorhold, men til gengæld mere en 35 ungdomshold.

### Superligaspillere
Spillere fra Helsinge som har optrådt i superligaen er:
- Jannich Storch, FC Nordsjælland[2]
- Morten Petersen, Lyngby Boldklub
- Bjarke Jacobsen, AC Horsens[3]
- Anders Holst, FC Helsingør
- Kaare Barslund, FC Nordsjælland

## Formænd igennem tiderne
- 2019 - Thomas Jessen
- 2017 - 2019  Ole Jæger Madsen
- 2015 - 2017  Thomas Jessen
- 1997 - 2015  Erik Stougaard
- 1992 - 1997  Erik Rahbek
- 1990 - 1992  Mogens Hallager
- 1988 - 1990  Poul Hovmøller

## 1. holdstrænere
- 2022 -   Thomas “TK” Kristensen / Flemming Fagerlind
- 2020 - 2022  Michael Poulsen / Per Andersen
- 2019 - 2020  Flemming Fagerlind / Christian Stenderup
- 2018 - 2019  Flemming Topp / Wissam Al-Sharkawi
- 2017 - 2017  Peter Juul Petersen
- 2014 - 2017  Lasse Holm
- 2013 - 2014  Morten Røndum
- 2009 - 2013 Verner Eriksen
- 2007 - 2009  Jan Olsen
- 2006 - 2007  Michael Poulsen
- 2004 -  2006  Peter Baun
- 2003 - 2004  Haim Perez
- 2000 - 2003  Finn Vinding
- 1999 - 2000  Erik Onsberg/ Per Andersen
- 1996 - 1998  Jørgen Løvén
- 1994 - 1995  Lars Chronych
- 1991 - 1993  Claus Mortensen
- 1987 - 1990  Vagn Fogtmann
- 1983 - 1986  Gunner Stenhøj

## Pokalturneringen
Helsinge Fodbold har flere gange været med i hovedtuneringen i DBU's pokaltunering. Første gang var i 2010.
Holdet har bl.a. mødt HIK fra 2.div. to gange og begge gange tabt. Det er også blevet til besøg af Svebølle fra 2. div.
Holdet har en enkelt gang nået 2.runde.

## Stadion
Helsinge Fodbold spiller kampe på Helsinge Stadion. 